# Россошь (Репьёвский район)
Россошь — село в Репьёвском районе Воронежской области Российской Федерации.
Административный центр Россошанского сельского поселения.

## География
Село расположено на расстоянии в 12 км от районного центра — села Репьевка.

## История
Россошь (Россоши) — старинное русское село. На картах XVII века отмечено, как село Потудань, Розъсоши тож.
До 1928 года территориально входило в состав Нижнедевицкого уезда Воронежской губернии.
В 1843 году в селе была построена каменная церковь Трех Святителей, сохранившаяся до наших дней.

## Население
| 1859 | 1897  | 2009 | 2010 |
| ---- | ----- | ---- | ---- |
| 2089 | ↗3437 | ↘867 | ↘858 |

## Инфраструктура
Улицы
- ул. Западная,
- ул. Захарова,
- ул. Луговая,
- ул. Набережная,
- ул. Панариной,
- ул. Подгорная,
- ул. Садовая,
- ул. Центральная,
- ул. Чапаева,
- пер. Центральный.

В 2009 году улучшено состояние центральной сельской улицы путём частичного ремонта дорожного покрытия за счет средств местного бюджета.